# Lilian Suzette Gibbs
Lilian Suzette Gibbs (Londres, Inglaterra; 10 de septiembre de 1870-Santa Cruz de Tenerife, Canarias; 30 de enero de 1925) fue una botánica inglesa.

## Biografía
Trabajó como investigadora en el British Museum, y fue la primera mujer en hacer el ascenso del monte Kinabalu en 1910.
Nace en Londres, hija mayor de una familia acomodada; siendo educada en colegios privados de Inglaterra y del Continente. Entre 1899 y 1900 estudia en el "Colegio Swanley Horticultural", y en 1901 será una estudiante de Botánica del Profesor J.B. Farmer en el "Royal College of Science", de South Kensington (hoy Imperial College, London). Durante las vacaciones recolecta flora de los Alpes y del norte de África. En 1905 acompaña a la "British Association" al sur de Rodesia (hoy Zimbabue) y publicará dos Arts. de esa expedición. En casa, como estudiante, publica sobre las estructuras desarrolladas de la semilla en las Alsinoideae (Caryophyllaceae), y en 1910 es galardonada con la Medalla Huxley y Premio por sus estudios en Historia natural. En 1907 visita Fiyi y Nueva Zelanda.
Miss Gibbs fue una persona de considerable personalidad; véase su habilidad de organizar y llevar a cabo exitosas expediciones es una amplia evidencia de esto. Fue muy cuidadosa en exigir sus derechos de género, y fue de las primeras mujeres en ser elegidas miembros de la Sociedad linneana de Londres en 1905 y de la"Sociedad de Microscopistas" en 1910.
Identificó y nombró 145 especies.

## Honores

### Eponimia
- (Poaceae) Bambusa gibbsiae Stapf[1] "bambú de la Sra. Gibb"

- (Poaceae) Racemobambos gibbsiae (Stapf) Holttum[2]

- (Podocarpaceae) Corneria gibbsiae (Stapf) A.V.Bobrov & Melikyan[3]

- (Podocarpaceae) Podocarpus gibbsii N.E.Gray[4]
- La abreviatura «Gibbs» se emplea para indicar a Lilian Suzette Gibbs como autoridad en la descripción y clasificación científica de los vegetales.[5]